# Peter Winsnes
Peter Winsnes, född 9 mars 1944, är en sångare och musiker, som började i Rock-Nenne and His Rocking Stars 1961. Efter att en kort tid ha spelat i The Flintstones, kom han 1965 med i The Spotnicks där han sjöng och spelade klaviatur. År 1972 spelade han, tillsammans med Agnetha Fältskog, huvudrollen som Jesus i den första svenska uppsättningen av Jesus Christ Superstar på Scandinavium i Göteborg.

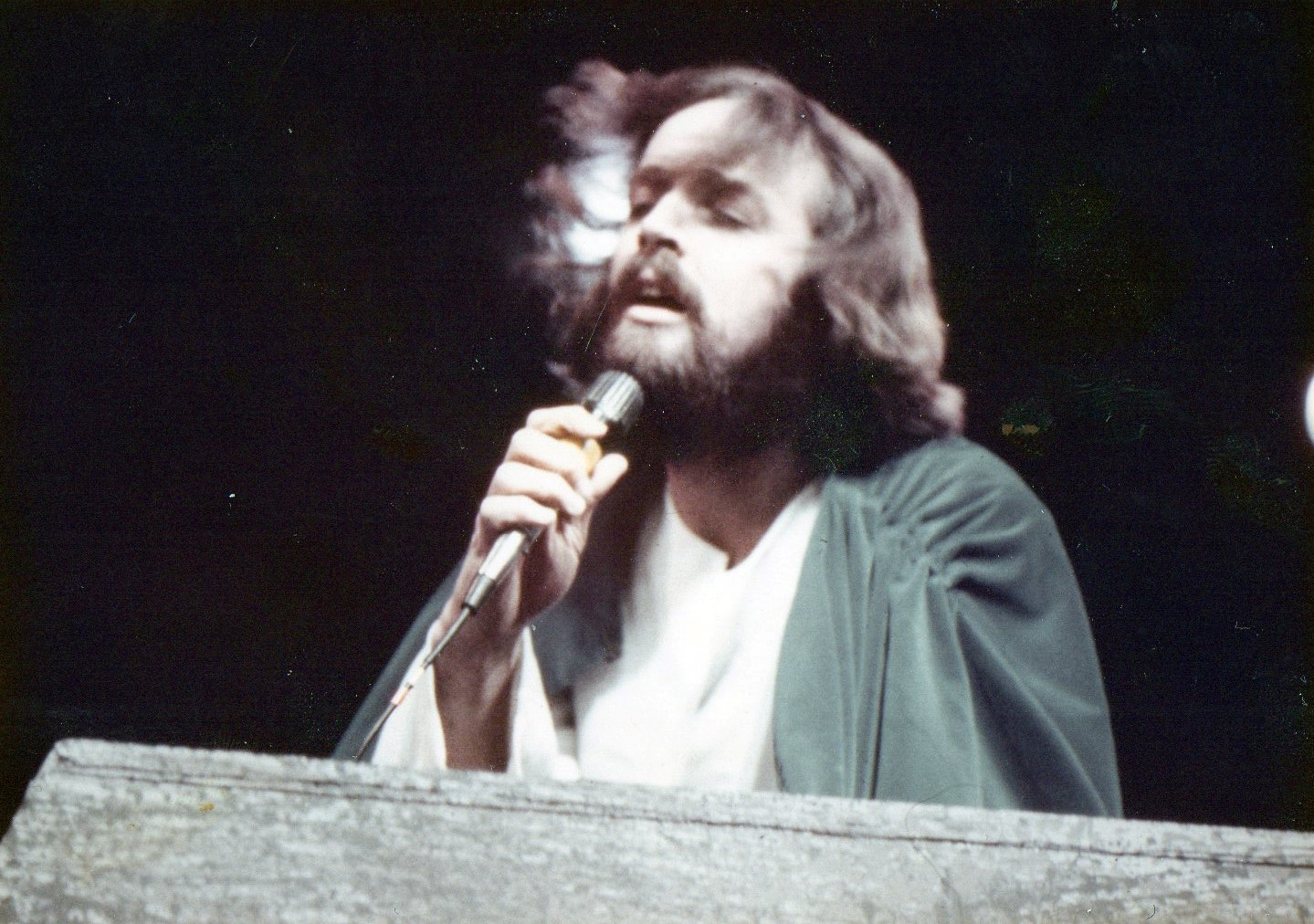

## Diskografi album
- 1962 - Schweizer-Östen/Bara gå/Oh, du milde/Tyvärr
- 1965 - You've Lost That Lovin' Leeling/Only Lonely Me
- 1969 - Kom igen lilla vän/Madeleine